# Hümaşah Sultan (figlia di Şehzade Mehmed)
Hümaşah Sultan (turco ottomano: هماشاہ سلطان, lett. "fenice dello Şah"; Manisa, 1543 – Costantinopoli, 1582) conosciuta anche come Hüma Sultan, fu una principessa ottomana, unica figlia di Şehzade Mehmed e nipote di Solimano I il Magnifico e della sua favorita e moglie legale Hürrem Sultan.

## Origini
Hümaşah Sultan (o Hüma) nacque a Manisa nel 1543 da Şehzade Mehmed, primo figlio del sultano ottomano Solimano I e della sua Haseki e favorita Hürrem Sultan, e governatore della provincia. Sua madre era una concubina del suo harem, a volte indicata col nome Aya Hatun.
Nello stesso anno della sua nascita, suo padre morì inaspettatamente di vaiolo. Hümaşah fu quindi inviata a Costantinopoli con sua madre e affidata alle cure di sua nonna Hürrem.
Insieme alla cugina Ayşe Hümaşah, figlia di Mihrimah Sultan, sorella minore di Mehmed, fu molto amata dal sultano suo nonno e acquisì una grande influenza nei suoi ultimi anni di regno.
Fu anche vicina a suo cugino, l'allora Şehzade Murad, figlio del fratello minore di suo padre, il futuro Selim II, a cui presentò la sua favorita Safiye, che sostenne, insieme ad Ayşe Hümaşah, contro Nurbanu Sultan, Haseki di Selim II e madre di Murad.

## Matrimoni
Hümaşah si sposò tre volte:
- Nel 1566 con Ferhad Pasha[8][9][10][11][12], terzo Visir di Solimano. Insieme ebbero quattro figli e cinque figlie. Hümaşah rimase vedova il 6 febbraio 1575.
- Il 25 agosto 1575[13] con Lala Kara Mustafa Pascià[13][7][14]. Insieme ebbero un figlio. Rimase di nuovo vedova il 7 agosto 1580.
- In data sconosciuta con Gazi Mehmed Pasha[13], governatore dell'Eyalet di Sharazor, fratello di Damat İbrahim Pascià. Rimase vedova nel 1581, poco prima della sua stessa morte.

## Morte
Hümaşah morì nel 1582 e fu sepolta accanto a suo padre nella Moschea Şehzade, a Istanbul.

## Discendenza
Dal primo matrimonio ebbe quattro figli e cinque figlie:
- Fatma Hanımsultan (1567 - 29 giugno 1588, sepolta nella moschea Şehzade), nota anche come Fatma Sultan. Sposò nel 1584 Mehmed Bey (morto nell'agosto 1586), governatore di Kastamonu, figlio di Mustafa Pasha, e fratello del gran visir Damat Ibrahim Pasha, da cui ebbe un figlio, Hacı Bey, Beylerbeyi di Manisa.
- Sultanzade Mustafa Mehmed Bey (1569 - 1593). Governatore di Belgrado e rinomato calligrafo. Aveva un figlio, Süleyman Bey, morto nel 1655.
- Sultanzade Osman Bey (1571—1626); governatore di Bolu.
- Sultanzade Ibrahim Bey (? - 1601). Aveva un figlio, Mustafa Pasha (m. 1636), governatore della Bosnia.
- Sultanzade Hüseyn Bey.
- Hatice Hanımsultan (sepolta con sua madre).
- Tre figlie di nome sconosciuto.

Dal secondo matrimonio ebbe un figlio:
- Sultanzade Abdülbaki Bey[16], che sposò Safiye Hanımsultan, figlia della cugina di sua madre Ismihan Sultan, figlia di Selim II.